# Juho Lallukka

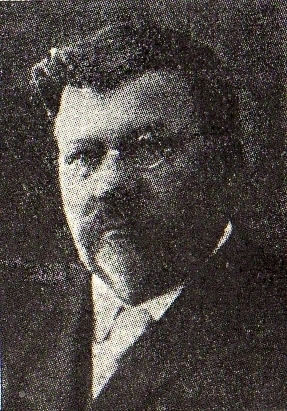
Juho Lallukka.

Johan (Juho) Lallukka, född 3 februari 1852 i Räisälä, död 1 december 1913 i Viborg, var en finländsk affärsman, politiker och donator.
Lallukka, som hade kommerseråds titel, grundade 1891 i Viborg partihandeln Häkli, Lallukka ja Kump, som omvandlades till aktiebolag 1912. Lallukka med hustru Maria Jääskeläinen (1858-1923) är kända för sina donationer i folkbildningssyfte och genom den fond de grundade 1925, med vars hjälp man byggde Konstnärshemmet Lallukka i Tölö, Helsingfors.